# Utricularia uxoris
Utricularia uxoris är en tätörtsväxtart som beskrevs av Gómez-laur.. Utricularia uxoris ingår i släktet bläddror, och familjen tätörtsväxter. Inga underarter finns listade i Catalogue of Life.